# Abraham Dünz der Ältere

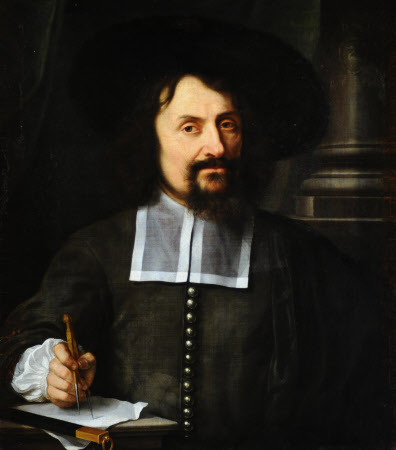
Abraham Dünz der Ältere, anonymes Bildnis (um 1670)

Abraham Dünz der Ältere (* ca. 4. April 1630 in Bern; † vor dem 12. April 1688 ebenda) war Werkmeister der Bauhütte am Berner Münster und Erbauer zahlreicher Kirchen in der Berner Landschaft.

## Leben
Er war Sohn des Glasmalers Hans Jakob Dünz (I.) aus Brugg und wurde nach einer Ausbildung zum Steinmetz in der Berner Münsterhütte und Wanderjahren im Jahr 1660 zum Münster-Werkmeister in Bern gewählt. Ab 1664 war er Mitglied des Grossen Rates.

## Werk

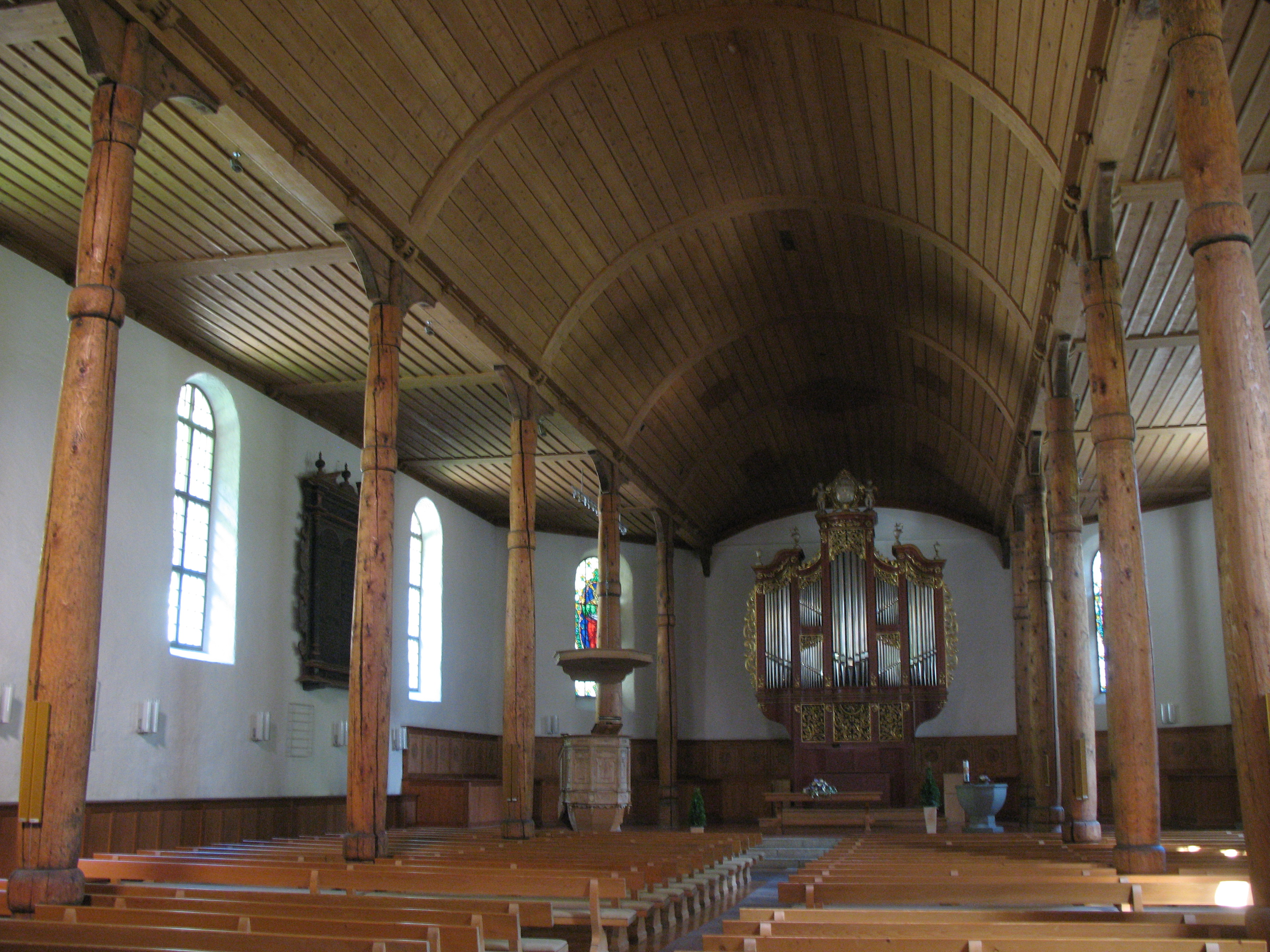
Kirche von Meiringen

Dünz’ Leistung für die Entwicklung des reformierten Sakralbaus in der Schweiz ist die Einführung verschiedener Typen von Kirchen, die den theologischen Konzepten und den spezifischen liturgischen Bedürfnissen der Reformierten in besonderer Weise gerecht werden. Im reformierten Gottesdienst stehen die Predigt und das Sakrament der Taufe im Mittelpunkt. Daraus ergibt sich die Notwendigkeit, dass die Kanzel und der Taufstein von allen Orten im Kirchenschiff sichtbar sein müssen. Ausserdem wird im Protestantismus durch das zentrale Konzept der allgemeinen Priesterschaft ein vom Laienschiff abgetrennter Chorraum obsolet.

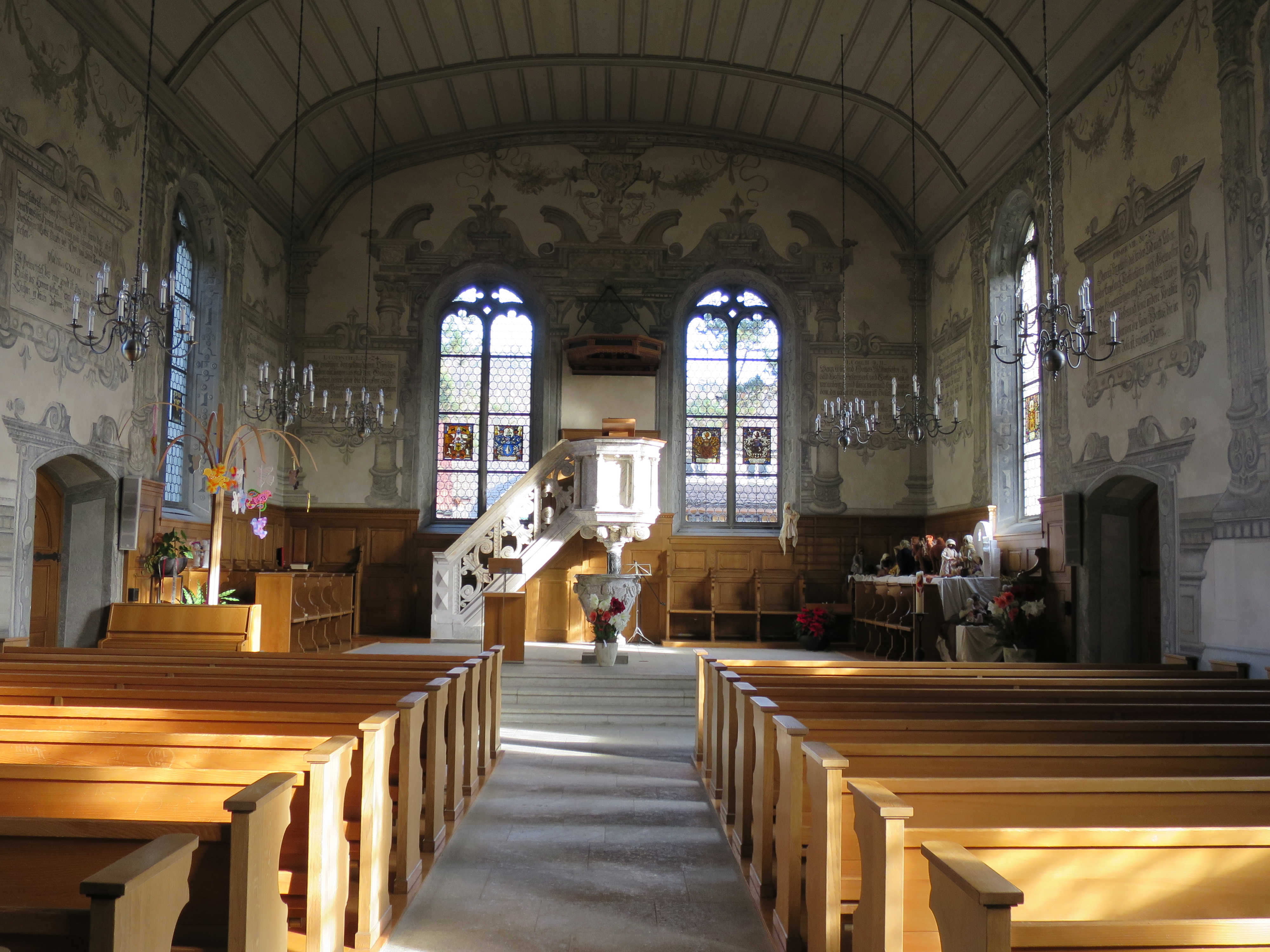
Kirche von Gränichen

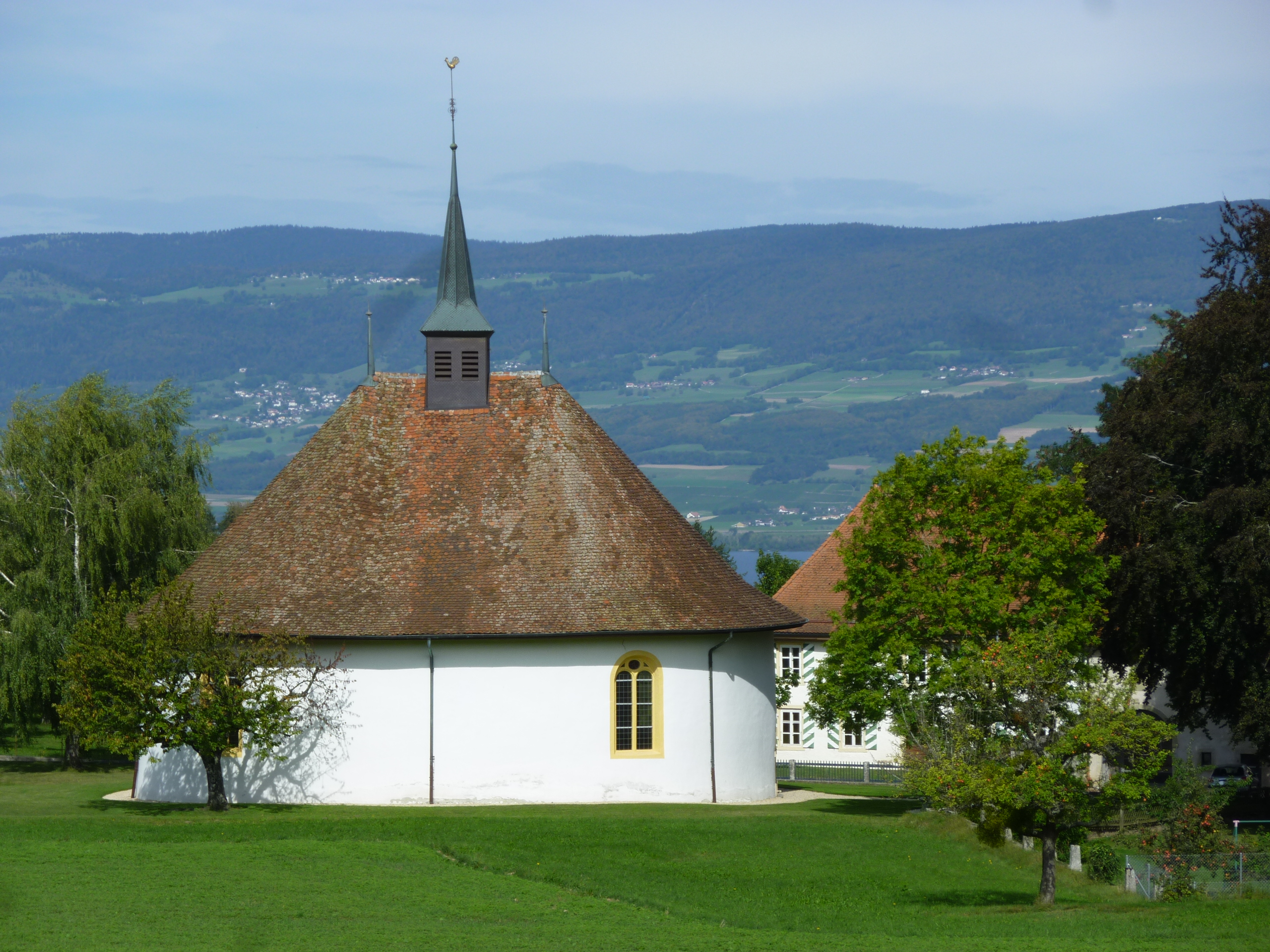
Kirche von Chêne-Pâquier

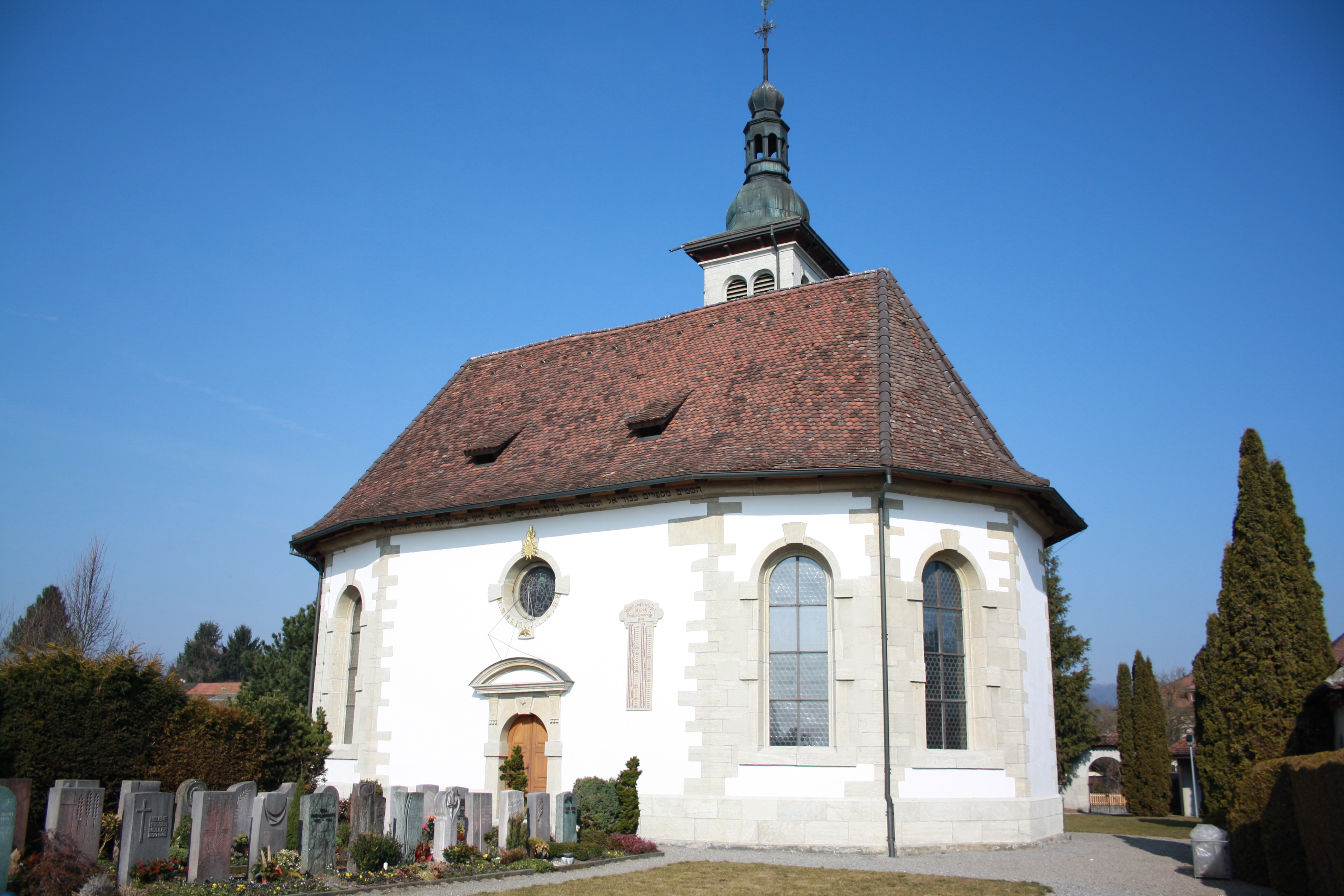
Kirche von Othmarsingen

Unter den Neuerungen Abraham Dünz’ ist der Typus des chorlosen Rechtecksaals zu nennen. Dieser kann über eine abschliessende Kanzelwand verfügen (Reformierte Kirche Gränichen) oder einen polygonalen Abschluss aufweisen (Reformierte Kirche Gampelen), der aber nicht als Chorraum zu interpretieren ist. Ein weiteres einflussreiches Bauschema ist dasjenige der Querkirche, das Dünz mit dem Bau der ovalen Kirche von Chêne-Pâquier erstmals im Gebiet der heutigen Schweiz umgesetzt hat. Bei Querkirchen befindet sich die Kanzel an der längeren Seite des Kirchenraums, und das Gestühl wird in entfernter Anlehnung an das griechische Theater um die Kanzel herum angeordnet.
Neben der Bedeutung Dünz’ für die weitere Entwicklung des reformierten Kirchenbaus in der Schweiz fällt auf, dass er eine beträchtliche Vielzahl an verschiedenen Grundrissformen für Kirchen umgesetzt hat.

## Bauten (Auswahl)
Dünz plante und beaufsichtigte den Bau von ca. 40 Landkirchen, u. a. in:
- Reformierte Kirche Gränichen (1661–1663)
- Reformierte Kirche Birr (1662)
- Reformierte Kirche Bätterkinden (1664)
- Reformierte Kirche Bümpliz (1666)
- Kirche von Chêne-Pâquier (1667)
- Reformierte Kirche Ringgenberg BE (1670/71)
- Reformierte Kirche Wynigen (1671)
- Kirche Gsteig und Kirchenthurnen (1672/73)
- Langnau im Emmental (1673–1676)
- Reformierte Kirche Gampelen (1974–75)
- Reformierte Kirche Othmarsingen (1675)
- Reformierte Kirche Langenthal (1678/78)
- Reformierte Kirche Oron-la-Ville (1678)
- Reformierte Kirche Hasle bei Burgdorf und Reformierte Kirche Brienz BE (1678/79)
- Reformierte Kirche Sigriswil, Bannwil und Ursuskirche (Kirchdorf BE) (1679)
- Reformierte Kirche Wattenwil (1683)
- Sankt Michaelskirche (Meiringen) (1684)

Zu diesen Neubauten oder umfassenden Renovationen kamen kleinere Umbauten in
- Erlach (1680)
- Grindelwald (1662)
- Kirchberg (1667)
- Wohlen bei Bern (1677 und 1678)
- Lotzwil (1680/81)
- Mett und Kirche Trachselwald (1688)